# L'analfabeta que va salvar un país
Analfabeten som kunde räkna és una novel·la de l'autor suec Jonas Jonasson publicada l'any 2013. La traducció al català va anar a càrrec de Lluís Solanes i d'Imma Falcó, i es va publicar a l'editorial La Campana el febrer del 2014 amb el títol L'analfabeta que va salvar un país. En la Diada de Sant Jordi d'aquell any, la novel·la es va convertir en la més venuda en la categoria de ficció en català i en la segona en castellà.

## Sinopsi
La petita Nombeko és una nena òrfena que treballa netejant latrines i recollint brossa, però el destí li té reservada una altra sort. I és que el seu talent insòlit per a les matemàtiques i la seva curiositat infinita per aprendre la catapulten a l'altra punta del món, on viurà envoltada d'excèntrics i perillosíssims personatges: tres xineses molt imprudents, un americà ceramista i desertor del Vietnam, dos agents del Mossad, dos germans bessons que oficialment són una sola persona, una activista que va contra tot, una comtessa que es dedica a cultivar patates i, és clar, el primer ministre i el mateix rei de Suècia en persona. Una barreja explosiva a la qual s'hi ha d'afegir un problema encara més explosiu: un problema radioactiu de tres megatones de potència.

## Recepció
L'analfabeta que va salvar un país va tenir una molt bona rebuda arreu del món. A Catalunya, dos mesos després de la seva publicació, durant la Diada de Sant Jordi del 2014, es va convertir en la novel·la més venuda en la categoria de ficció en llengua catalana. En llengua castellana, titulada La analfabeta que era un genio de los números, va quedar en segona posició, només per darrere de Las tres bodas de Manolita, d'Almudena Grande.
Com que Jonasson va declinar la seva participació en aquesta cita, l'editorial La Campana va presentar a dos actors encarregats de signar els llibres als lectors en nom seu: un senyor gran que actuava com al protagonista de L'avi de 100 anys que es va escapar per la finestra, Allan Karlsson, i una noia jove que interpretava la Nombeko.